# Subprefeitura da Vila Mariana
A Subprefeitura da Vila Mariana  é uma das 32 subprefeituras da cidade de São Paulo, sendo regida pela Lei nº 13.999 de 1º de agosto de 2002.
É composta por três distritos: Vila Mariana, Saúde e Moema, que, somados, representam uma área de 26,5 km², habitada por mais de 295 mil pessoas.

## Distrito da Vila Mariana
- IDH : 0,950 - muito elevado (7°)
- Área: 8,60 km²[2]
- População: 130.484[2]
- Superfície : 8,60 km²[3]
- População : 130 484[3]
- Principais bairros : Vila Mariana, Paraíso, Vila Clementino.
- Principais vias de acesso : Avenida Paulista, Avenida Bernardino de Campos, Avenida 23 de Maio, Ruas Vergueiro, Domingos de Morais e Sena Madureira.
- Estações do Metrô e Terminais de Ônibus: Estação Paraíso, Estação Ana Rosa, Estação Vila Mariana, Estação Brigadeiro, Estação Santa Cruz, Estação Chácara Klabin, Estação Hospital São Paulo e Terminal de Ônibus Vila Mariana e Terminal de Ônibus Ana Rosa da SPTrans

## Distrito da Saúde
- IDH: 0,942 - muito elevado (10°)
- Área: 8,90 km²[2]
- População: 130.780[2]
- Principais bairros : Vila da Saúde, Bosque da Saúde, Planalto Paulista, Mirandópolis.
- Principais vias de acesso : Avenida Jabaquara, Avenida Indianópolis, Avenida Rubem Berta, Avenida Moreira Franco, Avenida Bosque da Saúde, Avenida Professor Ricardo Jafet e Avenida dos Bandeirantes.
- Estações do Metrô e Terminais de Ônibus: Estação Saúde, Estação Praça da Árvore, Estação São Judas e Área 9-Cinza/Centro da SPTrans

## Distrito de Moema
- IDH: 0,961 - muito elevado (1°)
- Área: 9,00 km²[2]
- População: 83.368[2]
- Principais bairros : Moema, Indianópolis, Ibirapuera, Vila Nova Conceição.
- Principais vias de acesso : Avenida Ibirapuera, Avenida República do Líbano, Avenida Indianópolis, Avenida Santo Amaro, Avenida 23 de Maio Avenida Rubem Berta, Avenida Moreira Franco e Avenida dos Bandeirantes.
- Estações do Metrô e Terminais de Ônibus: Estação Moema, Estação Eucaliptos, Estação AACD-Servidor e Área 9-Cinza/Centro da SPTrans

## Organizações locais
Na região da prefeitura regional de Vila Mariana atuam diversas organizações de moradores, entre elas:
- Associação dos Moradores e Amigos de Moema (AMAM)
- Associação dos Moradores E Amigos de Vila Mariana (AMVM)
- Associação dos Moradores e Amigos do Jardim Lusitânia (Sojal)
- Associação dos Moradores de Vila Nova Conceição (AMVNC)
- Associação dos Moradores e Amigos da Vila Paulista (Sovipa)
- Associação dos Moradores do Jardim Novo Mundo (AMJA)
- União Dos Moradores Da Zona Sul Olavo Setúbal
- Sociedade dos Amigos do Planalto Paulista
- Associação Viva Paraíso (AVP)
- Parque Ibirapuera Conservação (PIC), associação de amigos do Parque Ibirapuera

## Subprefeitos
Em 1 de janeiro de 2013, assumiu o cargo de subprefeito o engenheiro civil Luiz Fernando Macarrão.
Em 26 de junho de 2014, assumiu o cargo de subprefeito o engenheiro civil João Carlos da Silva Martins.
Em 1 de janeiro de 2017, assumiu o cargo de subprefeito o jornalista Benedito Mascarenhas Louzeiro.
Em Abril de 2021, assumiu o cargo de subprefeito o advogado Luis Felipe Miyabara. 
Em 27 de janeiro de 2025, assumiu o cargo de subprefeito o economista Rafael Minatogawa.

## Orçamento anual
| Ano  | Orçado (R$ milhões) | Empenhado (R$ milhões) |
| ---- | ------------------- | ---------------------- |
| 2013 | 32,807              | 29,946                 |
| 2014 | 37,612              | 31,953                 |
| 2015 | 37,878              |                        |